# Longás
Longás est une commune d’Espagne, dans la province de Saragosse, communauté autonome d'Aragon, de la comarque de Cinco Villas.

## Démographie
| Population | 440 | 488 | 570 | 416 | 353 | 310 | 196 | 51 | 24 | 35 | 42 | 44 | 53 | 42 | 36 |

## Sport
La topographie de son territoire municipal et de ses environs fait de ce lieu un lieu privilégié pour la pratique de sports en pleine nature, tels que le VTT, les grandes randonnées et le course de montagne.